# Complexo do Lumiar
O Complexo do Lumiar é um complexo militar situado no Paço do Lumiar em Lisboa. Uma das missões da unidade é apoiar logística e administrativamente os órgãos da Força Aérea instalados no complexo. Além disso, apoia o pessoal militar em trânsito na região de Lisboa. O complexo possui um heliporto que serve de apoio ao Hospital das Forças Armadas, não tendo meios aéreos atribuídos.
O Complexo foi criado em 1966 com a denominação de Quartel de Adidos da Força Aérea. Na década de 1970 passou a denominar-se Depósito Geral de Adidos da Força Aérea (DGAFA), adoptando, posteriormente, a designação de Base do Lumiar, até à recente re-organização administrativa. Em 2016, era também referido como Campus de Saúde Militar.
Atualmente, o Complexo serve os três ramos das forças armadas portuguesas.
Apoia os seguintes serviços sediados no complexo:
- Direção de Saúde;[1]
- Junta de Saúde da Força Aérea;
- Hospital das Forças Armadas;
- Centro de Medicina Aeronáutica;
- Centro de Psicologia da Força Aérea;
- Centro de Recrutamento da Força Aérea;[1]
- Banda de Música da Força Aérea.[1]